# Notschnyje Snaipery
Notschnyje Snaipery („Die nächtlichen Scharfschützinnen“; russisch Ночные Снайперы) ist eine russische Rockband, die im Jahre 1993 von Diana Arbenina (Диана Арбенина) gemeinsam mit Swetlana Surganowa (Светлана Сурганова) in Sankt Petersburg als Duo für akustische Musik gegründet wurde und sich Ende der 1990er Jahre Erweiterung der Besetzung  in Richtung Rockmusik orientierte. 

## Geschichte

### Erste Jahre
Die Wurzeln der Band liegen im Jahre 1993, als sich in St. Petersburg Diana Arbenina (* 8. Juli 1974 in Waloschyn, Weißrussland) und Swetlana Surganowa kennenlernten und kurzzeitig zu einem Akustikduett zusammenschlossen. Die Tätigkeit des Duetts wurde durch den Umzug Arbeninas zu den Eltern nach Magadan kurzzeitig unterbrochen, um dann aber mit dem Nachzug Surganowas ebenda ihre Fortsetzung (bereits unter dem Namen Notschnyje Snaipery) zu finden. 1994 führte ein musikalischer Wettbewerb das Duo über eine Ausscheidungsrunde in Samara zurück nach St. Petersburg. Dort etablierte sich die Band in den folgenden zwei Jahren mit Auftritten in diversen Clubs (unter anderem im „Sasada“, „Bely Krolik“, „Romantik“ und „Tonika“) sowie bei etlichen anderen Gelegenheiten. Des Weiteren nahmen die beiden Künstlerinnen auch an einem musikalischen Wettbewerb im Fernsehen (Wesj Peterburg) und an Festivals teil.
Im November 1996 erfolgte ein erster Auslandsauftritt auf einem studentischen Festival in Dänemark.
1997 fand eine Erweiterung der Besetzung um Bass und Schlagzeug statt. Es folgen weitere Auftritte bei Festivals, auf Ausstellungen und in Nachtklubs. Im August 1998 schließlich erschien die erste Veröffentlichung der Gruppe, das Doppelalbum Ein Tropfen Teer im Honigtopf (Капля дегтя в бочке меда). Die Kompositionen wurden sehr positiv bewertet und von einigen Radiosendungen ins Programm aufgenommen. Die Band tourte in der Folgezeit viel durch Russland, aber es fanden auch Auftritte im Ausland statt (unter anderem in Schweden und Finnland).

### Karriere als Rockband
Gegen Ende des Jahres 1998 fiel schließlich die Entscheidung, die bisher rein akustische Musik der Gruppe in die Richtung „elektrisch verstärkte“ Rockmusik weiterzuentwickeln. Es stießen der neue Bassist Goga Kopylow sowie der Schlagzeuger Alik Potapkin hinzu. Der Charakter der Musik änderte sich hierdurch deutlich; dennoch fand die Gruppe weiterhin großen Anklang und veröffentlichte im August 1999 das zweite Album Kindergeplapper (Детский лепет). Zwei Jahre später, im Sommer 2001, folgte ein weiteres Album: Die Schranke (Рубеж), mit einer Nummer-1-Platzierung des Liedes 31. Frühling (31-я весна) beim Radiosender Nasche Radio. Die Band erhielt daraufhin auch einen Vertrag beim Label „Real Records“.
Die Arbeiten zum Nachfolgealbum Tsunami wurden im Herbst des Jahres 2002 abgeschlossen. Das Gründungsmitglied Swetlana Surganowa verließ jedoch kurz darauf die Band auf beharrliche Bitte von Diana Arbenina. In den nächsten Jahren verfolgte Swetlana eine Solo-Karriere und versammelte die Gruppe unter dem Namen „Surganowa und Orchester“. Im Februar 2003 fand im Sportkomplex „Luzhniki“ der größte Soloauftritt statt. Der 10. Jahrestag der Gruppe wurde bei einem doppelten Konzert im Klub „B2“ gefeiert. Im Sommer 2004 nahm die Rock-Band am Rockfestival in Berlin teil. Nach einer längeren Schaffenspause erschien dann im Oktober 2004 das Album SMS, mit welchem neue musikalische Wege beschritten wurden.
Das Jahr 2005 brachte Diana Arbenina zunächst die Ehrung mit dem russischen „Triumph“-Preis „Für Leistungen auf dem Gebiet der Literatur und Kunst“. Im Winter fanden zur allgemeinen Überraschung Konzerte in Moskau gemeinsam mit dem japanischen Musiker Kazufumi Miyazawa statt. Das Motto der Konzerte, „Shimauta“, entspricht dem Titellied der Single Japanische Geschichte (японская история). Zusammen mit der russischen Gruppe BI-2 (БИ-2) fand ein weiteres gemeinsames Projekt statt: „Der unlautere Krieger“ (Нечетный воин). Außerdem wurde das Unplugged-Album Trigonometrie 2 (Тригонометрия-2) veröffentlicht sowie in Japan das Album Koschika (Кошика), welches erst im Jahre 2006 in Russland erschien.
In der ersten Hälfte des Jahres 2006 tourte die Gruppe in den USA (Boston) und Israel. Im Januar 2007 führte eine weitere Tour durch fünf Städte in den USA. Hinzu kamen Tourneen in Israel, Kasachstan, Belarus, der Ukraine sowie mehrere Tourneen in Russland. Insgesamt führte die Band in dem Jahr mehr als 70 Konzerte durch. Vom 27. Oktober bis 6. November 2011 waren Notschnyje Snaipery auf Deutschlandtournee. Konzerte fanden in München, Nürnberg, Berlin, Bielefeld, Hamburg, Dortmund, Köln, Frankfurt am Main, und Stuttgart statt.
Im Jahr 2011 und später im Jahr 2012 nahm Diana Arbenina als Trainerin am ukrainischen Musikprojekt „Die Stimme des Landes“ des TV-Kanals „1+1“ teil. Im April 2012 verlegte das Verlagshaus ACT ein neues Buch Autodafe (Аутодафе) von Diana Arbenina. Im September 2012 erfolgte die Veröffentlichung des neuen Albums 4. Mehrere Songs dieses Albums wurden Konzert- und Radio-Hits schon vor der Veröffentlichung der Platte. Im April 2013 hatte die Band erneut mehrere Auftritte in Deutschland. Auftrittsorte waren Hamburg, Köln, Frankfurt am Main, und München.
Am 5. Dezember 2013 gab Diana Arbenina ein großes Jubiläumskonzert „XX Jahren auf der Bühne“, das aus zwei Teilen bestand. Im ersten Teil trug Diana ihr Programm vor, und im zweiten Teil war die Gruppe „Notschnyje Snaipery“ ein besonderer Gast. Es wurden dort insgesamt 38 Songs vorgetragen und 6 Gedichte gelesen. Um das letzte Lied „Eine Moskauer Katze“ mit Diana und der Rockband zusammen zu singen, kamen 100 Personen auf die Bühne, der Chor der Scharfschützen, bestehend aus Fans der Band.
Ende Dezember 2013 wurde bekanntgegeben, dass die Zusammensetzung der „Notschnyje Snaipery“ geändert wurde, weil Iwan Iwolga und Andrew Titkov das Team verließen. Neuer Leadgitarrist wurde Denis Schdanow, und „die Scharfschützen“ beschlossen, vorübergehend auf die Verwendung von Klavier zu verzichten. 
Das erste Konzert in der neuen Besetzung fand am 13. Januar 2014 statt. In der zweiten Hälfte des Januars 2014 ging Arbenina zum ersten Mal mit einem akustischen Konzert auf eine Tour durch die Länder Südostasiens. Während sie in Thailand war, nahm sie mit Studiomusikern das Album „Der Junge am Ball“ auf (am 9. Juli 2014 – Auslieferung).

## Diskografie

### Studio-Alben
| Originaltitel                | Übersetzung                       | Jahr der Veröffentlichung |
| ---------------------------- | --------------------------------- | ------------------------- |
| Капля дегтя в бочке меда     | Ein Tropfen Teer im Honigtopf     | 1998                      |
| Детский лепет                | Kindergeplapper                   | 1999                      |
| Рубеж                        | Die Grenze (die Schranke)         | 2001                      |
| Цунами                       | Tsunami                           | 2002                      |
| SMS                          | SMS                               | 2004                      |
| Кошика                       | Koschika (Japan-Release)          | 2005                      |
| Бонни & Клайд                | Bonnie & Clyde                    | 2007                      |
| Канарский                    | Kanarisches                       | 2008                      |
| Армия 2009                   | Armee 2009                        | 2009                      |
| 4                            | 4                                 | 2012                      |
| Акустика. Песни как они есть | Acoustics. Die Songs wie sie sind | 2013                      |
| Мальчик на шаре              | Der Junge am Ball                 | 2014                      |

### Single und Mini-Alben
| Originaltitel           | Übersetzung                | Jahr der Veröffentlichung |
| ----------------------- | -------------------------- | ------------------------- |
| Британец                |                            | 1999                      |
| Кармен. Музыка к фильму | Carmen. Musik für den Film | 2003                      |
| японская история        | Japanische Geschichte      | 2005                      |
| Южный полюс             | Südpol                     | 2009                      |
| Кандагар                | Kandahar                   | 2010                      |
| Фиеста                  | Fiesta                     | 2013                      |

### Live-Alben
| Originaltitel     | Übersetzung          | Jahr der Veröffentlichung |
| ----------------- | -------------------- | ------------------------- |
| Живой             | Lebendiges           | 2002                      |
| Тригонометрия     | Trigonometrie        | 2003                      |
| Тригонометрия-2   | Trigonometrie 2      | 2005                      |
| Живаго в Лужниках | Schiwago im Luzhniki | 2009                      |
| Последний патрон  | Die letzten Patrone  | 2009                      |